# Općinska A nogometna liga Koprivnica 1980./81.
"Općinska A nogometna liga Koprivnica" za sezonu 1980./81. je bila liga sedmog stupnja nogometnog prvenstva Jugoslavije. 
 
Sudjelovalo je 10 klubova, a prvak je bio "Udarnik" iz Zablatja. 

## Ljestvica
| mj. | klub                        | ut. | pob. | ner. | por. | gol+ | gol- | bod |
| --- | --------------------------- | --- | ---- | ---- | ---- | ---- | ---- | --- |
| 1.  | Udarnik Zablatje            | 18  | 14   | 1    | 3    | 73   | 33   | 29  |
| 2.  | Lipa Hlebine                | 18  | 9    | 7    | 2    | 50   | 31   | 23  |
| 3.  | Sabarija Subotica Podravska | 18  | 11   | 1    | 6    | 53   | 36   | 23  |
| 4.  | Mučna Reka (Reka)           | 18  | 10   | 2    | 6    | 61   | 29   | 22  |
| 5.  | Omladinac Herešin           | 18  | 9    | 3    | 6    | 65   | 56   | 21  |
| 6.  | Miklinovec Koprivnica       | 18  | 9    | 1    | 8    | 51   | 41   | 19  |
| 7.  | Panonija Peteranec          | 18  | 5    | 7    | 6    | 38   | 46   | 17  |
| 8.  | Jadran Kuzminec             | 18  | 7    | 0    | 11   | 44   | 48   | 14  |
| 9.  | Galeb Koledinec             | 18  | 3    | 1    | 14   | 33   | 68   | 7   |
| 10. | Tehničar Cvetkovec          | 18  | 1    | 1    | 16   | 19   | 100  | 3   |

## Rezultatska križaljka
| kratica | klub                        | GAL | JAD | LIPA | MIK | MUR | OML | PAN | SAB | TEH | UDA |
| --- | --------------------------- | --- | --- | ---- | --- | --- | --- | --- | --- | --- | --- |
| GAL | Galeb Koledinec             |     |     |      |     |     |     |     |     |     |     |
| JAD | Jadran Kuzminec             |     |     |      |     |     |     |     |     |     |     |
| LIPA | Lipa Hlebine                |     |     |      |     |     |     |     |     |     |     |
| MIK | Miklinovec Koprivnica       |     |     |      |     |     |     |     |     |     |     |
| MUR | Mučna Reka (Reka)           |     |     |      |     |     |     |     |     |     |     |
| OML | Omladinac Herešin           |     |     |      |     |     |     |     |     |     |     |
| PAN | Panonija Peteranec          |     |     |      |     |     |     |     |     |     |     |
| SAB | Sabarija Subotica Podravska |     |     |      |     |     |     |     |     |     |     |
| TEH | Tehničar Cvetkovec          |     |     |      |     |     |     |     |     |     |     |
| UDA | Udarnik Zablatje            |     |     |      |     |     |     |     |     |     |     |
| |                             |     |     |      |     |     |     |     |     |     |     |
| podebljan rezultat - utakmice od 1. do 9. kola (1. utakmica između klubova) rezultat normalne debljine - utakmice od 10. do 18. kola (2. utakmica između klubova) rezultat nakošen - nije vidljiv redoslijed odigravanja međusobnih utakmica iz dostupnih izvora rezultat smanjen * - iz dostupnih izvora nije uočljiv domaćin susreta prekrižen rezultat - poništena ili brisana utakmica p - utakmica prekinuta 3:0 p.f. / 0:3 p.f. - rezultat 3:0 bez borbe n.i. - nije igrano |                             |     |     |      |     |     |     |     |     |     |     |

 Izvori:

## Unutarnje poveznice
- Međuopćinska liga Koprivnica – Križevci 1980./81.